# ドゥフレックス

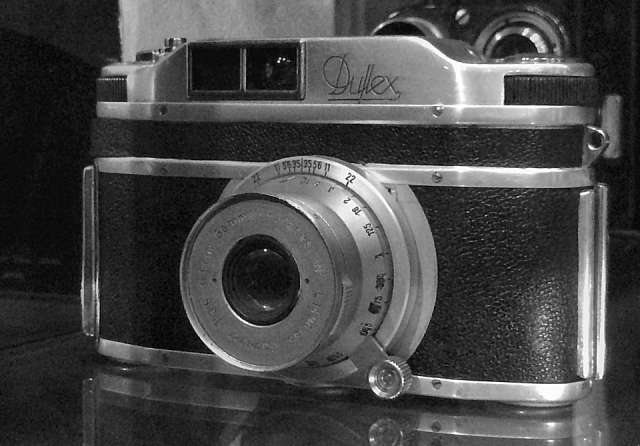
ハンガリー写真博物館所蔵のドゥフレックス

ドゥフレックス（Duflex [ˈduflɛks]）は、ハンガリーの株式会社ガンマ精密機械光学製作所 (GAMMA Finommechanikai és Optikai Művek Részvénytársaság 、以下ガンマ社) が1946年から1947年に発売した一眼レフカメラの一種。日本では英語風にデュフレックスという表記が見られる。

## 概要
ドゥロヴィチ・イェネー (Dulovits Jenő [ˈdurovit͡ʃˌjɛnøː]) はアイレベル正立正像一眼レフのアイディアを1939年頃に考えつき、1943年8月23日に特許を取り、ガンマ社に持ち込んだ。ガンマ社社長のユハース・イシュトヴァーン (Juhász István [ˈjuhɑ̈ːsˌiʃtvɑ̈ːn]) はこれに感心しカメラを設計させた。デザインはネーメット・ヨージェフ (Németh József [ˈne̝ːmetˌjoːʒɛf])。当初の試作品はM42マウントだったというが市販品は専用バヨネットマウントに変更されている。ポロミラー式の一眼レフアイレベルファインダーと、ブライトフレームファインダーが併設される。一眼レフファインダーのミラーはクイックリターンで、ボディーを小型軽量化するため後退しつつ跳ね上がる。後期のモデルでは自動復帰式フィルムカウンターを採用する。
これ以前の一眼レフカメラはレフファインダーがウエストレベルのみで縦方向の撮影が不可能に近かったり、一度シャッターを切ると巻き上げるまでミラーが上がったままになりファインダーが全く見えなくなるなど問題点が多かったが、ドゥフレックスは史上初のアイレベルファインダーなど、以降の一眼レフカメラにおいて基本となる機能をほぼ備えたエポックメイキングな機種であった。しかしながら冷戦のため西側の市場には全く影響を与えられず、1950年にソビエト軍の進駐の影響で製造が中止された。生産台数は約200台とも約500台とも言われる。このカメラの存在が日本で認知されたのは1970年に『カメラ毎日』の特派員が現地で発見してからであった。前述のとおり生産台数はわずかであったため、中古市場で見かけることは極めて稀である。

## スペック
- 型式：一眼レフカメラ
- マウント：外爪式バヨネット
- 使用フイルム：33mm幅の特殊フィルム
- 画面サイズ：24×32mm
- 一眼レフファインダー：ポロミラー方式アイレベルファインダー、後退式クイックリターンミラー。
- 光像式ファインダー：35/50/90mmレンズ用採光式ブライトフレームを持つ。
- シャッター：横走行式メタルフォーカルプレーンシャッター。
- シャッタースピード：B, 1,1/2,1/5,1/10,1/25,1/50,1/100,1/250,1/500,1/1000秒。
- レンズ：アルター（Arter ）50mmF3.5、プリセット絞り。
- 絞り値：F3.5〜32
- 重量：783g
- サイズ：152.8×95.3×40.5mm

## 言語間リンク
- ドゥロヴィチ・イェネー (1903-1972) ハンガリー語版
- ネーメット・ヨージェフ (1911-2006) ハンガリー語版
- ガンマ製作所 ハンガリー語版